# Ie (maisons de commerce)
Pour les articles homonymes, voir IE.
Les Ie (家, littéralement « maison ») sont des maisons de commerce de l'époque pré-moderne du Japon et des précurseurs des actuels zaibatsu et keiretsu. Elles apparaissent au milieu du XVIIIe siècle, et partagent de nombreuses caractéristiques avec le concept occidental de « cottage industry ». Les ie opèrent sur un système très similaire à ce que les économistes appellent aujourd'hui  « domestic system » ou « système d'atelier ». Les marchands des villes fournissent aux producteurs ruraux des matières premières et du matériel, et vendent ensuite le produit final dans les villes.
Ce niveau d'organisation de la production, avec une maison de commerce (en fait, une entreprise) contrôlant la production, le transport et la vente, est sans précédent au Japon, et peut facilement être considéré comme le précurseur du factory system (en), de la modernisation économique et industrielle, et de l'ascension des zaibatsu (monopoles japonais). Cependant, l'une des principales différences, du point de vue de l'organisation, entre les ie et les zaibatsu qui apparaissent plus tard, est que les ie mettent toujours l'accent sur la production et la vente de seulement un ou deux types de biens. Ce qui s'appelle zaibatsu horizontaux cherchent à commercialiser de nombreux types de biens sans relations entre eux. De nos jours par exemple, Mitsubishi est à la fois un constructeur automobile et une banque.  
Deux des ie fondés à l'origine par des commerçants au début du XVIIe siècle, survivent aujourd'hui, Mitsui et Sumitomo, les deux grandes sociétés japonaises modernes.

## Histoire
À partir de la fin du XVIIIe siècle et au XIXe siècle, tandis que l'économie du Japon continue à se développer et à moderniser de multiples façons, les ie s'adaptent, changent et s'agrandissent pour faire face aux exigences de la nouvelle situation économique. Beaucoup deviennent des banques, négociant d'abord avec du riz (qui est la monnaie la plus courante, voir koku) et plus tard avec du papier et de la monnaie métallique. Ce faisant, ils commencent à remplacer les courtiers en riz d'Osaka. En 1868, les courtiers de riz d'Osaka, à bien des égards premiers banquiers du Japon, ont disparu. L'étape suivante dans le développement des ie vient avec l'ouverture du Japon au commerce extérieur dans les années 1850-années 1860. De nombreux ie se réorganisent et sont connus sous le nom sōgō shōsha (総合商社), sociétés commerciales qui se spécialisent dans l'échange de biens domestiques pour des produits étrangers, qu'ils revendent ensuite dans les grandes villes du Japon. Au début du XXe siècle, les ie ont disparu. Beaucoup cependant ne sont pas éliminés, mais plutôt se transforment en modernes sōgō shōsha, zaibatsu et banques.

## Référence
- Kaplan, Edward. The Cultures of East Asia: Political-Material Aspects. Chap. 16 & 18. 25

June 2003 https://web.archive.org/web/20061130143059/http://www.ac.wwu.edu/~kaplan/.

## Source
- (en) Cet article est partiellement ou en totalité issu de l’article de Wikipédia en anglais intitulé « Ie (trading houses) » (voir la liste des auteurs).